# Pärlor sköna, ängder gröna
Pärlor sköna, ängder gröna är en ungdomspsalm av Edvard Evers från 1899 eller 1902 som bearbetades lite både 1936 och 1937 av okänd upphovsman. För 1986 års psalmbok gjorde Britt G. Hallqvist en ny bearbetning 1983.
Hallqvists textbearbetning är upphovsrättsligt skyddad till år 2068.
Melodin är enligt Koralbok för Nya psalmer, 1921 en tonsättning av Johan Lindegren av okänt datum men i 1964 års koralbokstillägg och 1986 års psalmbok anges som a-melodi en svensk folkmelodi och som b-melodi en komposition av Hjalmar Nilsson från 1933.

## Publicerad som
- Nya psalmer 1921, tillägget till 1819 års psalmbok som nr 625 under rubriken "Det Kristliga Troslivet: Troslivet i hem och samhälle: Det kristna hemmet: För ungdom".
- Sionstoner 1935 som nr 607 under rubriken "Ungdom".
- 1937 års psalmbok som nr 529 under rubriken "Ungdom".
- Den svenska psalmboken 1986 som nr 583 under rubriken "Efterföljd - helgelse".
- Psalmer och Sånger 1987 som nr 708a (folkmelodi) under rubriken "Tillsammans i världen".[1]
- Psalmer och Sånger 1987 som nr 708b (Nilsson) under rubriken "Tillsammans i världen".[1]